# 克爾沙克特河
53°17′28″N 69°22′42″E / 53.2911°N 69.3783°E
克爾沙克特河是哈薩克斯坦的河流，位於該國北部阿克莫拉州，河道全長104公里，流域面積1,010平方公里，河畔城鎮有休欽斯克，河口處在科克舍套。

## 外部連結
- http://cawater-info.net/library/rus/chokin-sartaev-shkret.pdf